# Кайдулы
Кайдулы — деревня в Мариинском районе Кемеровской области. Входит в состав Большеантибесского сельского поселения.

## География
Центральная часть населённого пункта расположена на высоте 161 метров над уровнем моря.

## История
Основана в 1908 г. В 1926 году хутора Кайдулинские состояли из 121 хозяйства, основное население — эсты. В административном отношении являлись центром Кайдулинского сельсовета Мариинского района Томского округа Сибирского края.

## Население
| 2010 |
| ---- |
| 115  |

По данным Всероссийской переписи населения 2010 года, в деревне Кайдулы проживает 115 человек (54 мужчины, 61 женщина).